# محمية شوشا التاريخية والمعمارية الوطنية
محمية شوشا التاريخية والمعمارية الوطنية (بالأذرية: Şuşa Dövlət Tarix-Memarlıq Qoruğu) – هي محمية في مدينة شوشا لأذربيجان. ويعود تاريخ المحمية إلى السبعينات للقرن العشرين.

## تاريخ المحمية
أنشأت مدينة شوشا من قبل بناح علي خان في 1752. وتضم المدينة المدارس الدينية والمساجد والينابيع الطبيعية والحمامات.
الكهوف الحجرية بالقرب من مدينة شوشا تثبت أن هذه المنطقة كانت الموئل للناس القدماء.
أعلنت مدينة شوشا والمناطق المحيطة بها محمية شوشا تاريخية ومعمارية لجمهورية أذربيجان في 10 أغسطس عام 1977.
وفي الوقت نفسه أعيد ترميمه الجزء الشرقي فقط من المدينة وحيث أعلنت محمية وبنيت متاحف البيوت و الضريح. تضررت المدينة خلال نزاع مرتفعات قره باغ.